# Mikhaïl Déliaguine
Mikhaïl Guennadievitch Déliaguine (en russe Михаи́л Генна́дьевич Деля́гин, prononcé [mʲɪxɐˈil ɡʲɪnˈnadʲjɪvʲɪtɕ dʲɪˈlʲæɡʲɪn]), né le 16 mars 1968, est un écrivain, homme politique et économiste russe moderne. Membre de l'Académie russe des sciences naturelles, Déliaguine a fait partie de l'équipe d'experts du Soviet suprême de 1990 à 1991 et a obtenu un diplôme universitaire en économie en 1998. Directeur des problèmes émis par l'Institut de la mondialisation (IPROG) et ancien président du conseil idéologique du parti politique Rodina.
Le 24 mars 2022, le Département du Trésor des États-Unis l'a sanctionné en réponse à l'invasion russe de l'Ukraine en 2022. Le 29 mars 2022, le bureau du procureur général d'Azerbaïdjan a déposé une plainte pénale contre Déliaguine pour « appels ouverts à déclencher une guerre d'agression », « terrorisme » et « culture de la haine et de l'hostilité pour des motifs nationaux, raciaux, sociaux ou religieux » en réponse aux menaces de Déliaguine contre le pays à la télévision. Le procureur a également demandé à Interpol un mandat de recherche international contre lui,.

## Principaux travaux
- L'idéologie de la Renaissance Идеология возрождения (2000);
- La crise mondiale. Théorie générale de la mondialisation Мировой кризис. Общая теория глобализации (2003);
- La Russie après Poutine. La « révolution orange » est-elle vraiment inévitable en Russie ? Россия после Путина. Неизбежна ли в России «оранжево-зелёная» революция? (2005).

- Site personnel
- Site IPROG
- Maxim Kalachnikov : La bataille pour le ciel

- VIAF
- ISNI
- IdRef
- LCCN
- GND
- Israël
- NUKAT
- Tchéquie
- WorldCat